# Caletodraco
Caletodraco is een geslacht van vleesetende theropode dinosauriërs, behorende tot de Neoceratosauria, dat tijdens het late Krijt leefde in het gebied van het huidige Frankrijk. De enige benoemde soort is Caletodraco cottardi.

## Vondst en naamgeving
In 2021 vond de geoloog Nicolas Cottard tijdens stratigrafisch onderzoek aan de voet van de kliffen van Saint-Jouin-Bruneval in het Pays de Caux aan de kust van Normandië een blok kalksteen met daarin resten van een theropode. In 2023 ontdekte hij een tweede blok met meer voorste delen van hetzelfde individu. Hij schonk de stukken aan het Muséum d'histoire naturelle du Havre, alwaar men tot de conclusie kwam dat ze een nog onbekende dinosauriërsoort vertegenwoordigden.

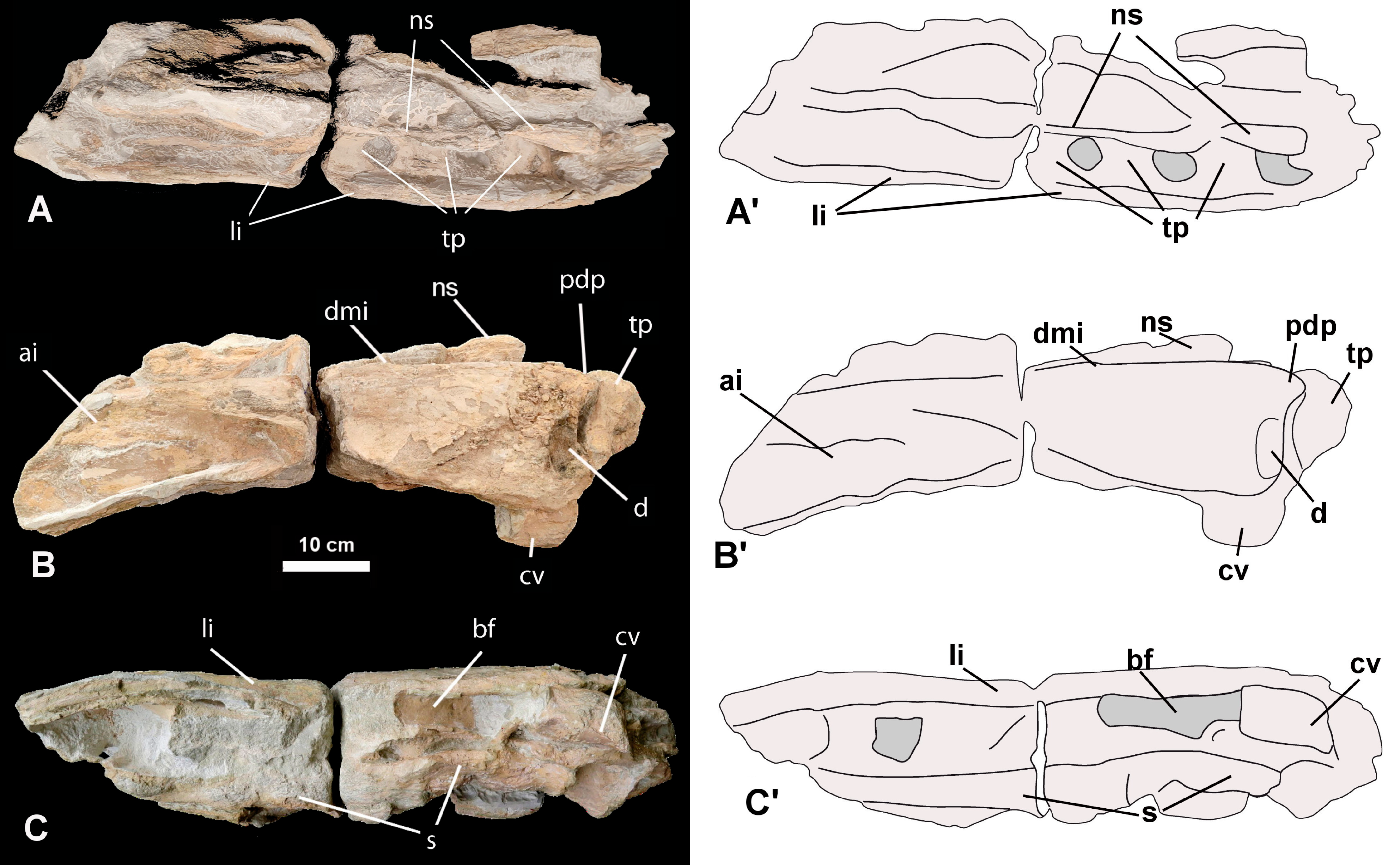
Het holotype van boven, links bezijden en onderen bekeken. De breuk tussen de stukken is goed zichtbaar

In 2024 werd de typesoort Caletodraco cottardi benoemd en beschreven door Eric Buffetaut, Haiyan Tong, Jérôme Girard, Bernard Hoyez en Javier Párraga. De geslachtsnaam combineert een verwijzing naar de Belgische stam van de Caleti die het vondstgebied bewoonden met een Latijn draco, "draak". De  soortaanduiding eert Cottard als ontdekker.
Het holotype, MHNH 2024.1.1, is gevonden in grijze kalksteen die dateert uit het Cenomanien. Het bestaat uit een skelet zonder schedel. Bewaard zijn gebleven: een heiligbeen met daaraan verbonden delen van de darmbeenderen, de eerste staartwervel en vermoedelijke stukken rib. Een losse abelisauride tand, vlak bij een darmbeen in de matrix ingebed, behoort mogelijkerwijs tot het holotype, in welk geval hij losgeraakt moet zijn, maar kan ook van een aaseter afkomstig zijn. De kalksteen is een zeeafzetting, indertijd honderden kilometers verwijderd van het Massief van Armorica. Het karkas moet dus lange tijd in zee gedreven hebben. Skeletten van landdieren zijn in de kalksteen zeer zeldzaam. Het fossiel is maar gedeeltelijk uit het gesteente losgemaakt en was in 2024 nog niet gescand. Het was vermoedelijk al tijdens het fossilisatieproces beschadigd en verder gekraakt en geërodeerd toen het van de klif afviel.

## Beschrijving
De lengte van de darmbeenderen, zo'n zeventig centimeter, wijst op een lichaamslengte van zo'n zes meter.
Er werd één onderscheidend kenmerk vastgesteld, een autapomorfie. Het zijuitsteeksel van de staartwervel heeft een opvallende vorm met een korte voorste punt en een afgeronde en verbrede waaiervormige halfcirkelvormige achterste buitenrand. Bij verwanten onder de Brachyrostra (die überhaupt een verbreding tonen) en Furileusauria is de voorste spoor veel groter en de achterste verbreding kleiner.
Het heiligbeen bestaat uit zes sterk versmolten sacrale wervels, zoals bij meerdere afgeleide abelisauriden. Het is in het midden ingesnoerd. De bovenrand van de sacrale doornuitsteeksels is verdikt. Zoals bij de meeste Ceratosauria zijn de sacrale doornuitsteeksels en zijuitsteeksels sterk gepneumatiseerd. De wervelboog van de eerste staartwervel heeft een brede basis, een typisch abelisauride kenmerk. Er is een hyposfeen, secundair achterste gewichtsuitsteeksel, zoals bij meer abelisauriden. Het zijuitsteeksel heeft een versterkende richel op de onderzijde richting wervellichaam zoals bij Abelisaoroidea.

## Fylogenie
Caletodraco werd  binnen de Abelisauridae in de Furileusauria geplaatst, als een van de oudste Europese vertegenwoordigers van die laatste groep.